# ريتشارد هيرد
ريتشارد هيرد (بالإنجليزية: Richard Hurd) هو أكاديمي أمريكي، (و. 1900  م).